# Harumitsu Okada
Harumitsu Okada (jap. 岡田 晴光 Okada Harumitsu; * 4. Oktober 1960 in Hiroshima) ist ein ehemaliger japanischer Radrennfahrer.

## Sportliche Laufbahn
Okada war Bahnradsportler. Er war Teilnehmer der Olympischen Sommerspiele 1984 in Los Angeles. In der Mannschaftsverfolgung kam Japan mit Akio Kuwazawa, Harumitsu Okada, Mitsugi Sarudate und Yoshihiro Tsumuraya auf den 11. Platz. In seiner Heimat bestritt er überwiegend Keirinrennen.